# Apeadero de Valdera
El Apeadero de Valdera, igualmente conocido como Apeadero de Valdeira, es una plataforma ferroviaria de la Línea del Alentejo, que servía a la localidad de Valdera, en el ayuntamiento de Palmela, en Portugal.

## Historia
Este apeadero se encuentra en el tramo entre Barreiro y Bombel de la Línea del Alentejo, que entró en servicio el 15 de junio de 1857.
No obstante, esta plataforma solo abrió al servicio el 15 de agosto de 1905, con la categoría de apeadero, 
No obstante, la abertura de esta plataforma no se produjo hasta el 15 de agosto de 1905, habiendo entonces recibido la categoría de apeadero, siendo solo servido por convoyes de pasajeros, en los regímenes de alta y baja velocidades.